# Drei Aristotelische Einheiten
Die drei Aristotelischen Einheiten sind Prinzipien zur Konstruktion von Dramen, die nach dem griechischen Philosophen Aristoteles benannt sind, weil sie sich auf Äußerungen in seiner Poetik stützen. Die Rede von den „drei Einheiten“ gibt es allerdings erst seit der Renaissance. Zum ersten Mal werden sie bei Lodovico Castelvetro (La poetica di Aristotele vulgarizzata, 1570) erwähnt.

## Begriff
Gemäß der Forderung nach Einhaltung der drei Einheiten sollten Zeit, Raum und Handlung eines Dramas einheitlich bleiben. Das bedeutet, dass Zeitsprünge, Ortsveränderungen und Nebenhandlungen ausgeschlossen sind. Man nennt diese Form seit Volker Klotz auch geschlossenes Drama.
Im Zeitalter der Renaissance und des Barock (16. und 17. Jahrhundert) wurden die „Einheiten“ viel strenger ausgelegt als in den Beispielen, die Aristoteles in seiner Poetik anführt. Eingehalten wurde dies vor allem von der Dramatik der Französischen Klassik (siehe Regeldrama). Dies führte zu einer vorübergehenden Geringschätzung der Dramen Shakespeares, die sich an keine der Einheiten halten. 
Im deutschsprachigen Raum war es im frühen 18. Jahrhundert vor allem Johann Christoph Gottsched, der im Rahmen einer Reform des deutschen Theaters für eine Besinnung auf die drei sogenannten Aristotelischen Einheiten eintrat, weil dies für vornehmer als die Aufführungen der Wanderbühnen gehalten wurde.

## Aristoteles
Aristoteles wollte das Drama vom Epos abgrenzen, das sich zumindest nicht an die Einheit der Zeit halten muss. Zur „Einheit der Zeit“ schreibt er: „die Tragödie versucht, sich nach Möglichkeit innerhalb eines einzigen Sonnenumlaufs zu halten oder nur wenig darüber hinauszugehen“ (Poetik, 5). Zur Einheit der Handlung führt er aus: „Die Tragödie ist Nachahmung einer guten und in sich geschlossenen Handlung von bestimmter Größe“ (Poetik, 6). Und weiter unten noch deutlicher: „man muss die Fabeln [des Epos] wie in den Tragödien so zusammenfügen, dass sie dramatisch sind und sich auf eine einzige, ganze und in sich geschlossene Handlung mit Anfang, Mitte und Ende beziehen“ (Poetik, 23). 
Eine „Einheit des Orts“ forderte Aristoteles nicht ausdrücklich. Streng genommen gibt es also nur zwei aristotelische Einheiten. Viele der klassischen Tragödien, die alle vor Aristoteles entstanden sind, halten sich nicht an solche Regeln (namentlich die frühen Dramen von Aischylos). 

## „Einheit des Orts“
Die hinzu erfundene „Einheit des Orts“ ist zum ersten Mal bei Castelvetro belegt und geht nicht direkt auf Aristoteles zurück, sondern auf Julius Caesar Scaliger. Die französischen Theoretiker Jean Chapelain und François Hédelin übernahmen Scaligers Ansichten. Diese zusätzliche Einheit hatte mit der Kulissenbühne des Barocktheaters zu tun, die von einem Proszenium, Soffitten und einschiebbaren Kulissen eingegrenzt war, was keine schnellen Dekorationswechsel erlaubte. Diese Bühnenform hatte in den Augen der Zeitgenossen die mittelalterliche Simultanbühne mit ihrer unklaren Definition der Schauplätze überwunden. Wenn der Ort der Handlung wechselte, bedeutete dies also erhebliche bühnentechnische Schwierigkeiten.
Pierre Corneille erklärte in seiner Abhandlung Discours sur les trois unités (1660), dass er bei Aristoteles und Horaz keine Vorschrift einer Einheit des Orts gefunden habe, sie aber gleichwohl für nötig halte. Zwei unterschiedliche Orte seien nur dann möglich, wenn sie sich in verschiedenen Akten befänden und keine verschiedenen Dekorationen erforderten.
Bei Jakob Michael Reinhold Lenz tritt die Identität der Hauptperson an die Stelle der drei Einheiten; die Einheit des Orts und der Zeit sind unwichtig.